# Colleville-sur-Mer
Colleville-sur-Mer – miejscowość i gmina we Francji, w regionie Normandia, w departamencie Calvados.
Według danych na rok 1990 gminę zamieszkiwało 146 osób, a gęstość zaludnienia wynosiła 21 osób/km² (wśród 1815 gmin Dolnej Normandii Colleville-sur-Mer plasuje się na 740. miejscu pod względem liczby ludności, natomiast pod względem powierzchni na miejscu 720.).

## Cmentarz żołnierzy amerykańskich
W Colleville-sur-Mer znajduje się cmentarz żołnierzy amerykańskich z czasów II wojny światowej.